# Tâm trạng tan hơi chậm một chút
Tâm trạng tan hơi chậm một chút (cách điệu là tâm trạng tan chậm một chút) là đĩa mở rộng thứ tư của nữ ca sĩ người Việt Nam Bích Phương, được phát hành bởi 1989s Entertainment vào ngày 17 tháng 5 năm 2020.
Tâm trạng tan hơi chậm một chút đã giành được thành công đáng kể với các đĩa đơn đã phát hành, bao gồm "Em bỏ hút thuốc chưa?", "Một cú lừa" và "Từ chối nhẹ nhàng thôi" đều đạt thành tích "all-kill" (do báo chí phong tặng, tức đạt #1 trên tất cả các nền tảng âm nhạc) trên các BXH âm nhạc trả phí bao gồm iTunes, Apple Music, Spotify, NhacCuaTui và Keeng, đồng thời đạt #1; #2; #25 và #2 thịnh hành YouTube Việt Nam lần lượt cho "Em bỏ hút thuốc chưa?", "Một cú lừa", "Một cú lừa (Đu đưa Version)" và "Từ chối nhẹ nhàng thôi".
EP cũng nhận được những đánh giá tích cực từ giới chuyên môn và khán giả về chất lượng của cả phần âm nhạc lẫn phần hình ảnh, đồng thời khán giả cũng bày tỏ thích thú với những cách để tên bài hát và phong cách MV mới lạ và đầy tính viral của các ca khúc thuộc EP.

## Bối cảnh và phát hành
Sau khi phát hành và đạt được thành công với bài hát "Đi đu đưa đi" vào năm 2019, Bích Phương đã dự tính tổ chức chuyến lưu diễn quảng bá là Do You Wanna Đu? vào tháng 2 năm 2020, tuy vậy buổi diễn đã bị huỷ vì đại dịch COVID-19.
20 giờ đêm theo giờ Việt Nam ngày 15 tháng 5 năm 2020, Bích Phương đã đăng tải một đoạn trailer giới thiệu album mở rộng mới của cô, có tên là Tâm trạng tan hơi chậm một chút. Bích Phương cũng cho biết EP sẽ bao gồm 4 bài hát, trong đó có 3 bài hát mới hoàn toàn.
Sau khi đĩa đơn mở đường cho EP "Em bỏ hút thuốc chưa?" hợp tác cùng traitimtrongvang được phát hành cùng video âm nhạc, phiên bản đầy đủ của EP đã được đăng tải trên Spotify. Đĩa đơn thứ hai trích từ EP, "Một cú lừa" được phát hành ngày 31 tháng 5 năm 2020 sau khi kết thúc cuộc bầu chọn video âm nhạc của hai bài hát "Một cú lừa" và "Từ chối nhẹ nhàng thôi" được Bích Phương đăng tải trên YouTube, Facebook và Instagram.

## Sáng tác
"Em bỏ hút thuốc chưa?" là một bài hát nhẹ nhàng thuộc thể loại Pop, ca từ được lấy cảm hứng từ những lời thoại đơn giản trong đời sống. Ca khúc được sáng tác bởi nhạc sỹ/nhà sản xuất âm nhạc Tiên Cookie.
"Một cú lừa" là một bài hát pop pha lẫn giai điệu nhạc điện tử, được sáng tác bởi nhạc sĩ và nhà sản xuất âm nhạc Tiên Cookie, phối khí bởi SlimV. Phiên bản phối lại của bài hát nằm trong album, "Một cú lừa (Đu đưa Version)" mang giai điệu g-house hiện đại và thời thượng, phối khí bởi nhà sản xuất DươngK.

### Video âm nhạc
Video âm nhạc cho "Em bỏ hút thuốc chưa?" được phát hành cùng ngày với bài hát với tiêu đề "người yêu cũ nhắn tin hỏi em bỏ hút thuốc chưa nhưng bích phương không muốn trả lời". Video mô tả một đoạn nhắn tin trên Instagram giữa Bích Phương và traitimtrongvang (biệt danh của nhạc sĩ Phạm Thanh Hà), cho thấy 2 người đã chia tay và đang hỏi han về tình hình hiện tại và có sử dụng một số emoji như ":)".
Video âm nhạc cho "Một cú lừa" được phát hành cùng ngày với đĩa đơn, video có sự xuất hiện của diễn viên người Hàn Quốc Kim Ok. Video âm nhạc mở đầu với khung cảnh ngập tràn hoa và bánh ngọt như cô gái mơ mộng trong tình yêu. Hình ảnh ảo mộng của tình yêu được xếp đặt xen kẽ với những cảnh ngoại tình nóng bỏng.

## Danh sách bài hát
Danh sách này được trích từ Spotify.
| Tâm trạng tan hơi chậm một chút | Tâm trạng tan hơi chậm một chút                        | Tâm trạng tan hơi chậm một chút           | Tâm trạng tan hơi chậm một chút | Tâm trạng tan hơi chậm một chút |
| STT                             | Nhan đề                                                | Sáng tác                                  | Sản xuất âm nhạc                | Thời lượng                      |
| ------------------------------- | ------------------------------------------------------ | ----------------------------------------- | ------------------------------- | ------------------------------- |
| 1.                              | "Em bỏ hút thuốc chưa?" (hợp tác với traitimtrongvang) | Tiên Cookie                               | Dương K                         | 3:36                            |
| 2.                              | "Một cú lừa"                                           | Tiên Cookie                               | SlimV Olly                      | 3:28                            |
| 3.                              | "Từ chối nhẹ nhàng thôi" (hợp tác với Phúc Du)         | Tiên Cookie Phạm Thanh Hà Dương K Phúc Du | Dương K                         | 4:06                            |
| 4.                              | "Một cú lừa" (Đu đưa Version)                          | Tiên Cookie                               | Dương K                         | 3:44                            |
| Tổng thời lượng:                | Tổng thời lượng:                                       | Tổng thời lượng:                          | Tổng thời lượng:                | 14:14                           |

## Xếp hạng

### Em bỏ hút thuốc chưa
| Bảng xếp hạng                                  | Vị trí cao nhất |
| ---------------------------------------------- | --------------- |
| Vietnam iTunes Top Songs (iTunes)              | 1               |
| Vietnam Apple Music Top Songs (Apple Music)    | 1               |
| Top 50 bài hát hàng đầu tại Việt Nam (Spotify) | 1               |
| Top Trending (Youtube)                         | 1               |

### Một cú lừa
| Bảng xếp hạng                                  | Vị trí cao nhất |
| ---------------------------------------------- | --------------- |
| Vietnam iTunes Top Songs (iTunes)              | 1               |
| Vietnam Apple Music Top Songs (Apple Music)    | 1               |
| Top 50 bài hát hàng đầu tại Việt Nam (Spotify) | 1               |
| Top Trending (Youtube)                         | 2               |

### Từ chối nhẹ nhàng
| Bảng xếp hạng                                  | Vị trí cao nhất |
| ---------------------------------------------- | --------------- |
| Vietnam iTunes Top Songs (iTunes)              | 1               |
| Vietnam Apple Music Top Songs (Apple Music)    | 1               |
| Top 50 bài hát hàng đầu tại Việt Nam (Spotify) | 1               |
| Top Trending (Youtube)                         | 2               |

## Giải thưởng và đề cử
| Năm  | Giải thưởng   | Hạng mục                           | Tác phẩm             | Két quả   |        |
| ---- | ------------- | ---------------------------------- | -------------------- | --------- | ------ |
| 2020 | Làn Sóng Xanh | Nữ ca sĩ của năm                   | Bích Phương          | Đề cử     | [ 11 ] |
| 2020 | Làn Sóng Xanh | Ca khúc của năm                    | Em bỏ hút thuốc chưa | Đề cử     | [ 11 ] |
| 2020 | Làn Sóng Xanh | MV của năm                         | Em bỏ hút thuốc chưa | Đề cử     | [ 11 ] |
| 2020 | Làn Sóng Xanh | Sự kết hợp xuất sắc                | Em bỏ hút thuốc chưa | Đề cử     | [ 11 ] |
| 2020 | Làn Sóng Xanh | Nữ ca sĩ được yêu thích nhất       | Bích Phương          | Đoạt giải | [ 11 ] |
| 2020 | Làn Sóng Xanh | Top 10 ca khúc được yêu thích nhất | Em bỏ hút thuốc chưa | Đoạt giải | [ 11 ] |

## Lịch sử phát hành
| Quốc gia | Ngày                     | Định dạng                               | Hãng đĩa            |
| -------- | ------------------------ | --------------------------------------- | ------------------- |
| Toàn cầu | Ngày 17 tháng 5 năm 2020 | Tải xuống kỹ thuật số • phát trực tuyến | 1989s Entertainment |